# Aliat II.
Aliat II., lidijski kralj, vladal od 619 pr. n. št. do 560 pr. n. št.
Aliat II. je ustanovil Lidijsko kraljestvo in je bil Sadjatov sin iz tretje lidijske kraljeve dinastije Mermnadov.
Več let je bil vojno proti Miletu, ki jo je začel njegov oče. Prisiljen se je bil braniti proti Medijcem in Babiloncem. 28. maja 585 pr. n. št. je med šestdnevno bitko za reko Halis proti medijskemu kralju Kjaksarju (Siaksar) nastopil Sončev mrk, kar je po Herodotu sovpadalo s Talesovo napovedjo. Zaradi strahu so borci sklenili premirje in pokrajina ob Halisu je postala mejna pokrajina med obema kraljestvoma.
Aliat je iz Azije pregnal Kimerijce, podvrgel Karijo in več jonskih mest (Smirno, Kolofon). Smirno so oplenili in uničili leta 600 pr. n. št., prebivalci pa so se morali preseliti iz mesta.
Aliat je standardiziral težo kovancev (1 stater = 168 zrnc pšenice). Kovance so kovali in vanje vtiskovali levjo glavo, simbol Mermnadov.
Nasledil ga je njegov sin Krez.
Njegova grobnica še vedno obstaja na planoti med jezerom Gigeja in reko Herm severno od Sarda. Grobnica je velika gomila zemlje podprta z velikanskimi kamni. Leta 1854 jo je izkopaval Spiegelthal, ki je odkril, da je pokrivala velik obod spretno razrezanih marmornih klad, ki so proti jugu mejile na prehod, pokrit z ravno streho iz enakih klad. Sarkofag in njegovo notranjost so odstranili zgodnejši plenilci grobnice. Vse kar je ostalo je bilo nekaj polomljenih vaz iz alabastra, lončenine in oglja. Na vrhu gomile so bili veliki falični kamni.